# Ajumi Moritová
Ajumi Moritová (japonsky: 森田 あゆみ; narozená (* 11. března 1990, Ōta, Japonsko) je japonská profesionální tenistka, která na okruh ITF vstoupila roku 2004 a profesionálkou se stala v sezóně 2005. Převážnou část kariéry strávila do srpna roku 2007 na okruhu ITF, kde získala v roce 2008 první titul na turnaji v Tokachi. V rámci okruhu ITF získala k dubnu 2013 osm titulů ve dvouhře a tři tituly ve čtyřhře. V rámci okruhu WTA na titul čeká.
Na žebříčku WTA byla ve dvouhře nejvýše klasifikována v říjnu 2011, kdy byla na 40. místě, ve čtyřhře pak v únoru 2009 na 65. místě.
K dubnu 2013 se zúčastnila třiceti tři mezistátních zápasů ve Fed Cupu za tým Japonska s bilancí 16–7 ve dvouhře a 6–4 ve čtyřhře.
Japonsko reprezentovala na Letních olympijských hrách 2008 v Pekingu, kde ve dvouhře vypadla ve druhém kole, když podlehla Li Na 2–6, 5–7. Společně s Ai Sugijamovou vypadla ve druhém kole čtyřhry, když podlehly 5–7, 2–6 Sereně a Venus Williamsovým.

## Finálové účasti na turnajích WTA Tour
| Legenda                                         |
| ----------------------------------------------- |
| D – dvouhra; Č – čtyřhra                        |
| Grand Slam (0)                                  |
| WTA Tour Championships (0)                      |
| Tier I / Premier Mandatory & Premier 5 (0)      |
| Tier II / Premier (0–0 D; 0–0 Č)                |
| Tier III, IV & V / International (0–0 D; 0–2 Č) |

### Čtyřhra: 0 (0–2)
| Stav       | Č. | Datum          | Turnaj  | Povrch | Spoluhráčka       | Soupeřky ve finále                 | Výsledek         |
| ---------- | -- | -------------- | ------- | ------ | ----------------- | ---------------------------------- | ---------------- |
| Finalistka | 1. | 14. října 2007 | Bangkok | tvrdý  | Džunri Namigatová | Sun Tchien-tchien Jen C’           | bez boje         |
| Finalistka | 2. | 5. října 2008  | Tokio   | tvrdý  | Aiko Nakamuraová  | Jill Craybasová Marina Erakovicová | 6–4, 5–7, [6–10] |

## Postavení na žebříčku WTA na konci sezóny

### Dvouhra
| Rok    | 2005 | 2006   | 2007   | 2008   | 2009  | 2010  | 2011  | 2012  |
| Pořadí | 314. | ▲ 182. | ▲ 140. | ▲ 118. | ▲ 72. | ▼ 76. | ▲ 47. | ▼ 87. |

### Čtyřhra
| Rok    | 2005 | 2006   | 2007   | 2008  | 2009   | 2010   | 2011   | 2012   |
| Pořadí | 523. | ▲ 444. | ▲ 134. | ▲ 74. | ▼ 133. | ▲ 125. | ▲ 120. | ▼ 222. |